# الإضراب العربي العام (فلسطين الانتدابية)
الإضراب العربي العام في فلسطين الانتدابية عام 1936 هو إضراب عام لجميع العرب في فلسطين الانتدابية المُنخرطين في العمل والنقل وإدارة المتاجر، بدأ في 19 أبريل 1936 واستمر حتى أكتوبر 1936. تحول إلى أعمال العنف وإلى الثورة العربية 1936–1939 في فلسطين.

## خلفية
كجزء من الصراع بين الطوائف، سعى بعض القادة العرب إلى تنظيم المقاطعات المعادية لليهود مُنذ عام 1922، مع البدء الرسمي للانتداب البريطاني على فلسطين. تأثّرت المعارضة العربية بالتمرد القسامي عقب مقتل الشيخ عز الدين القسام على يد شرطة فلسطين عام 1935، وكذلك إعلان محمد أمين الحسينى في 16 مايو 1930 "يوم فلسطين". من أجل إضراب عام في هذا اليوم بعد أعمال الشغب في فلسطين عام 1929.[بحاجة لمصدر]
في مصر، أدت المظاهرات المناهضة لبريطانيا في نوفمبر 1935 إلى استئناف المفاوضات بين البلدين من أجل معاهدة الاستقلال. في سوريا الانتدابية، تعهدت السلطات الفرنسية بالحكم الذاتي في مارس 1936 بإنهاء الإضراب السوري العام الذي استمر 50 يومًا.
في عام 1933، أرسل هنريخ وولف القنصل العام الألماني النازي في القدس برقية إلى برلين أبلغ فيها عن اعتقاد أمين الحسيني متحمسون للنظام الجديد ويتطلعون إلى انتشار الفاشية في جميع أنحاء المنطقة. التقى وولف بالحسيني والعديد من الشيوخ مرة أخرى، بعد شهر، في النبي موسى. أعربوا عن مُوافقتهم على المقاطعة المعادية لليهود في ألمانيا وطلبوا من وولف عدم إرسال أي يهود ألمان إلى فلسطين. كتب وولف لاحقًا في تقريره السنوي عن ذلك العام أن سذاجة العرب السياسية دفعتهم إلى عدم الاعتراف بالصلة بين السياسة اليهودية الألمانية ومشاكلهم في فلسطين، وأن حماسهم لألمانيا النازية كان خاليًا من أي فهم حقيقي للظاهرة.

## التسلسل الزمني
بدأ الإضراب في 20 أبريل في نابلس، حيث تشكلت لجنة وطنية عربية وبحلول نهاية الشهر تشكلت لجان وطنية في جميع البلدات وبعض القرى الكبرى بما في ذلك حيفا وجنين وطولكرم والقدس. في 21 أبريل وافق قادة الأحزاب الخمسة الرئيسية على القرار في نابلس ودعوا إلى إضراب عام لجميع العرب المنخرطين في العمل والنقل وإدارة المتاجر في اليوم التالي.
في حين بدأ إضراب العمال واللجان المحلية، انخرط القادة الدينيون والعائلات ذات النفوذ والقادة السياسيون للمساعدة في التنسيق. أدى ذلك إلى تشكيل اللجنة العربية العليا في 25 أبريل 1936 برئاسة أمين الحسيني. وقررت اللجنة "مواصلة الإضراب العام حتى تُغير الحكومة البريطانية سياستها الحالية بشكل أساسي". وتضمنت مطالب اللجنة ما يلي:
```
(1) حظر الهجرة اليهودية.
```

```
(2) تحريم نقل ملكية الأراضي العربية لليهود.
```

```
(3) تشكيل حكومة قومية تكون مسؤولة أمام مجلس نيابي.
[
6
]
[
7
]
 في 15 مايو 1936، صادقت اللجنة على الإضراب العام، داعيةً إلى إنهاء الهجرة اليهودية وعدم دفع الضرائب بشكل عام.
[
8
]
[
9
]
```

ردّ البريطانيين على الإضراب بفرض غرامات باهظة على القرى والمدن. تم تمييز ميناء يافا بشكل خاص. تحت ستار التجديد الحضري، أمر البريطانيون بهدم مئات المنازل في المدينة وأكثر من ألف منزل في القرى المجاورة. كما سمح البريطانيون ببناء ميناء في تل أبيب المجاورة لمُنافسة ميناء يافا.
تشكلت لجان للتضامن مع الفلسطينيين في كل من دمشق وبغداد والقاهرة وبيروت.
ناشد ملك العراق غازي وملك المملكة العربية السعودية عبد العزيز والأمير عبد الله أمير شرق الأردن العمال إنهاء الإضراب لأنهم كما كتبوا في الصحف الفلسطينية "نعتمد على حسن نوايا صديقتنا بريطانيا العظمى التي أعلنت بأنها سوف تُنصف"؛ بعد تعهد بريطانيا أعلنت اللجنة العربية العليا إنهاء الإضراب في نوفمبر 1936.